# Tilla Durieux

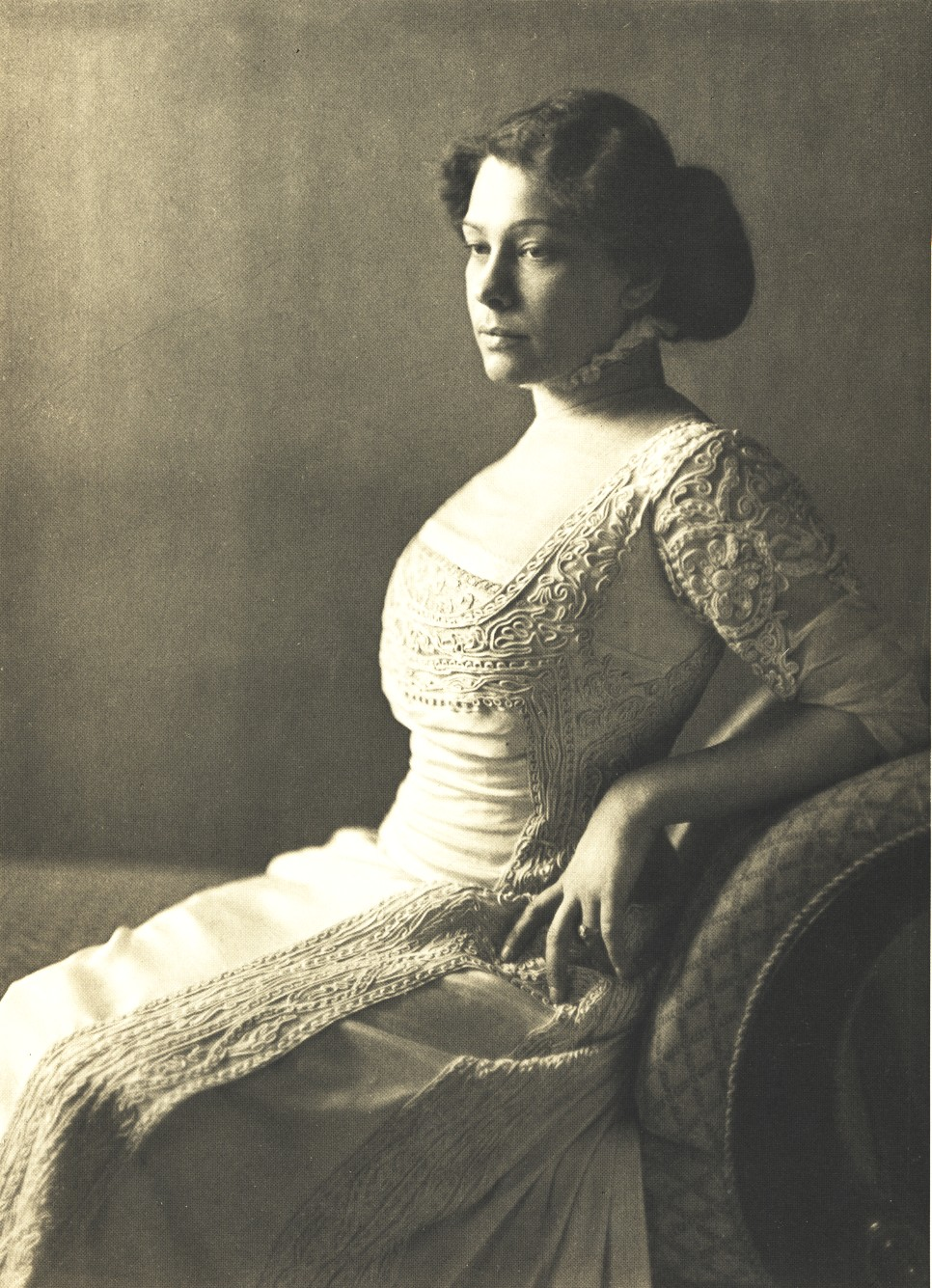
Tilla Durieux im Jahr 1905, fotografiert von Jacob Hilsdorf

Tilla Durieux, eigentlich Ottilie Helene Angela Godeffroy, (* 18. August 1880 in Wien; † 21. Februar 1971 in Berlin-Dahlem) war eine österreichische Schauspielerin und Hörspielsprecherin.

## Leben

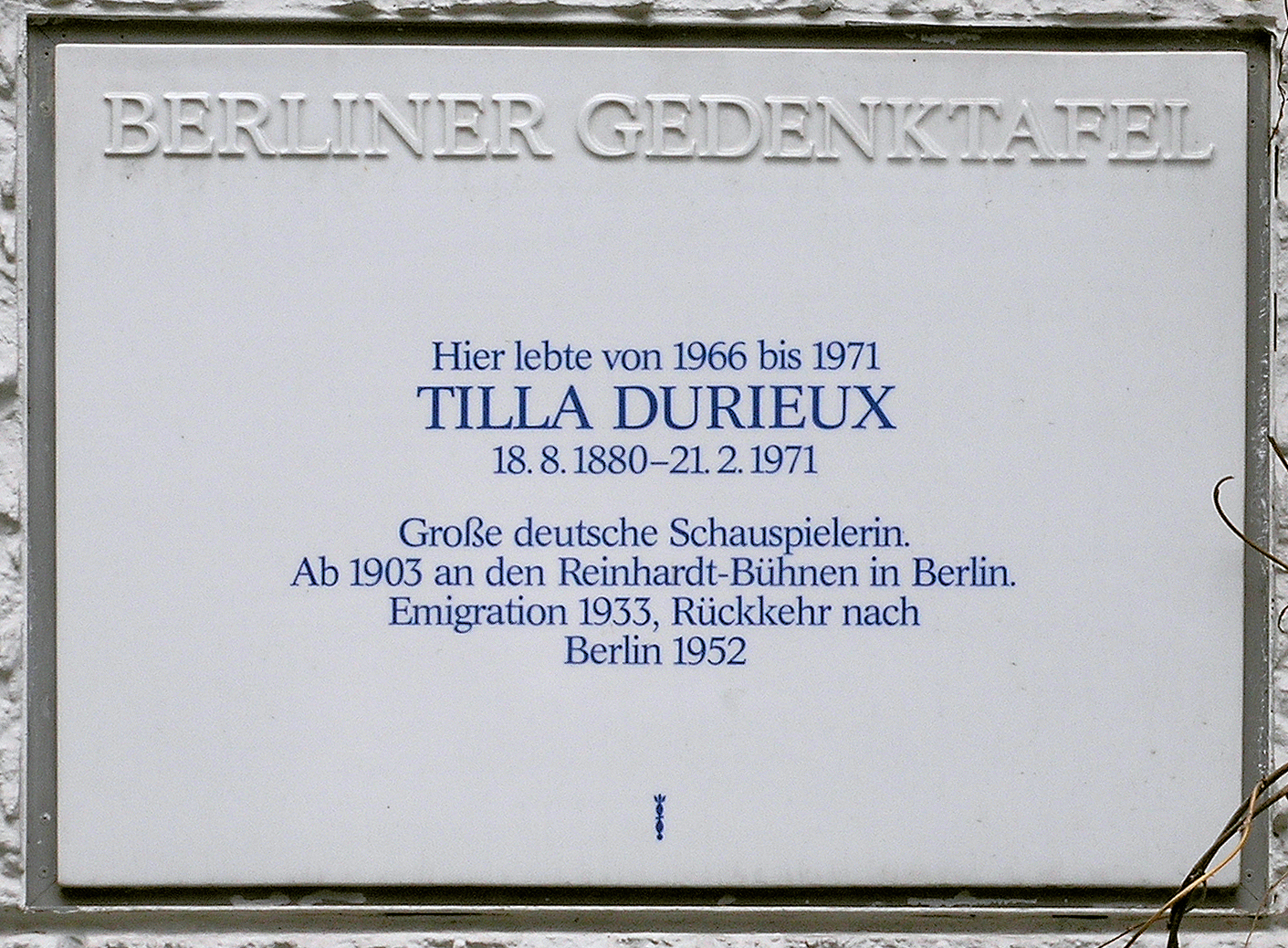
Berliner Gedenktafel am Haus, Bleibtreustraße 15, in Berlin-Charlottenburg

Tilla Durieux war die Tochter des Chemieprofessors Richard Godeffroy und seiner Ehefrau, der ungarischen Pianistin Adelheid Ottilie Augustine Godeffroy, geborene Hrdlicka.
Sie wechselte nach dem Volksschulabschluss auf die öffentliche Bürgerschule im 9. Wiener Gemeindebezirk. Getauft wurde sie in der evangelischen Pfarrgemeinde Augsburger Bekenntnis in Wien.
Ihre Schauspielausbildung absolvierte sie in Wien. Da die Mutter die Berufswahl der Tochter ablehnte – der Vater war bereits 1895 verstorben –, nahm sie später als Künstlernamen Durieux an, abgeleitet von du Rieux, dem Geburtsnamen ihrer Großmutter väterlicherseits.
Sie debütierte 1902 in Olmütz, wechselte dann nach Breslau und war von 1903 bis 1911 am Deutschen Theater in Berlin engagiert. Hier spielte sie Lady Milford in Kabale und Liebe (1903), Kunigunde in Das Käthchen von Heilbronn (1905), Rhodope in Friedrich Hebbels Gyges und sein Ring (1907), die Titelfigur in Hebbels Judith (1909) und Jokaste in König Ödipus (1910), engagierte sich aber auch als Sprecherin beispielsweise im Neuen Club von Kurt Hiller. Am Theater am Schiffbauerdamm spielte sie 1903 die Salome in Oskar Wildes gleichnamigen Stück, abwechselnd mit Gertrud Eysoldt. Diese Rolle wurde ihr großer Durchbruch als Schauspielerin und als Porträtmodell.
Im Jahr 1907 begann Durieux zusammen mit dem Kulturpolitiker, SPD-Mitglied und späteren Musikpädagogen Leo Kestenberg an vielen ihrer probefreien Sonntage in die damaligen Vororte Berlins (wie in den Park Hasenheide in Neukölln) zu fahren und dort bei Arbeiter-Matineen und -Versammlungen Werke von Johann Wolfgang von Goethe, Friedrich Schiller, Richard Dehmel, Georg Herwegh oder Adelbert von Chamisso zu lesen, klassische Musik zu spielen oder Melodramen aufzuführen. Diese Darbietungen wurden erst durch den Beginn des Ersten Weltkrieges unterbrochen.

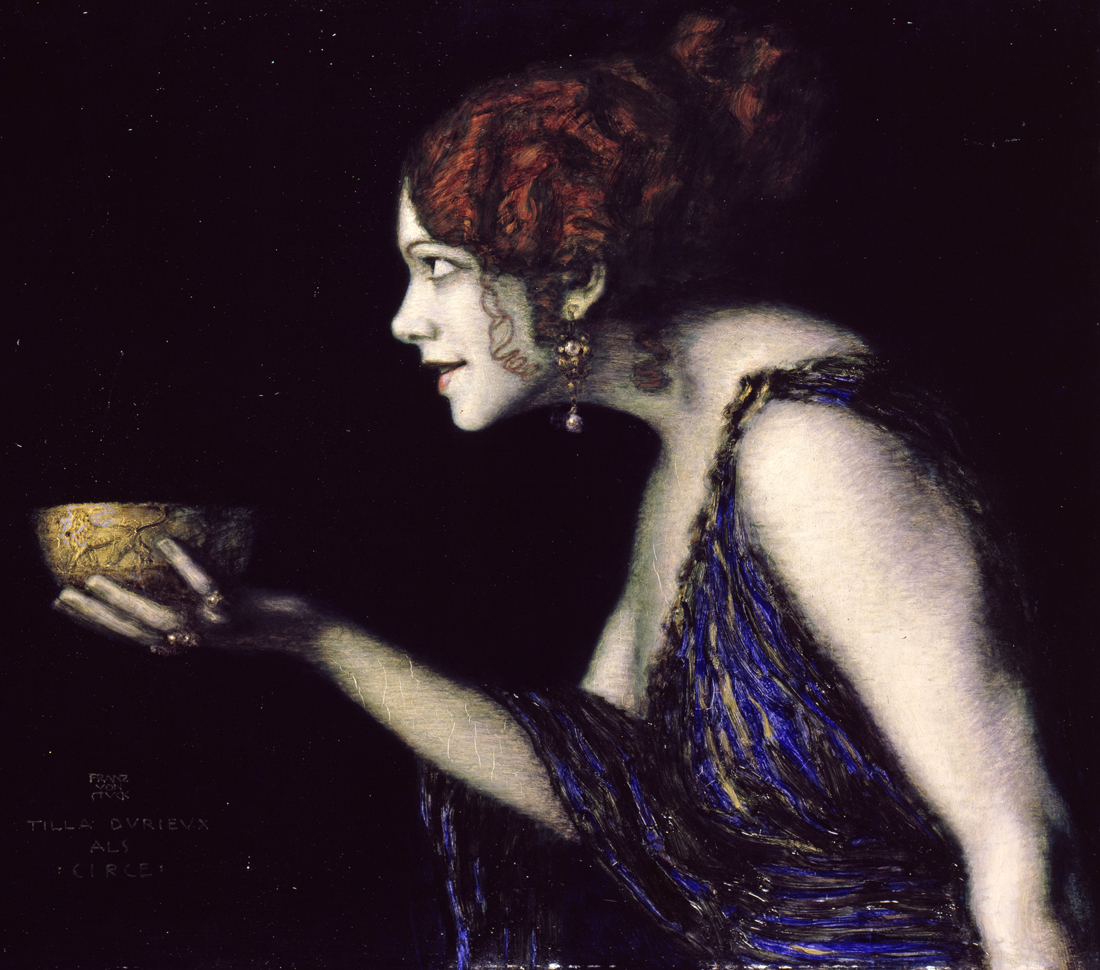
Tilla Durieux als Circe (Porträt von Franz von Stuck, 1912)

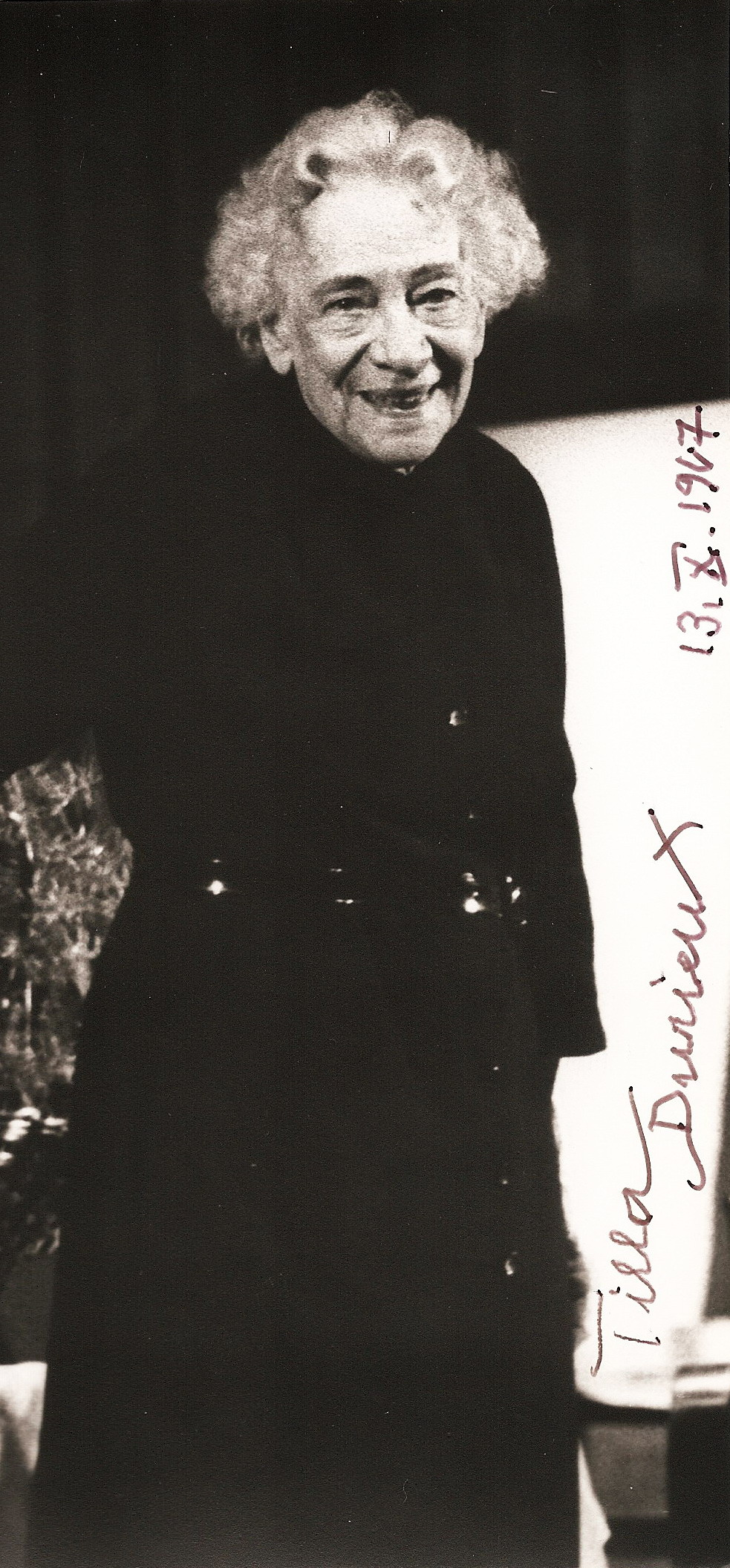
Die Schauspielerin nach der Aufführung von Langusten 1967 in München

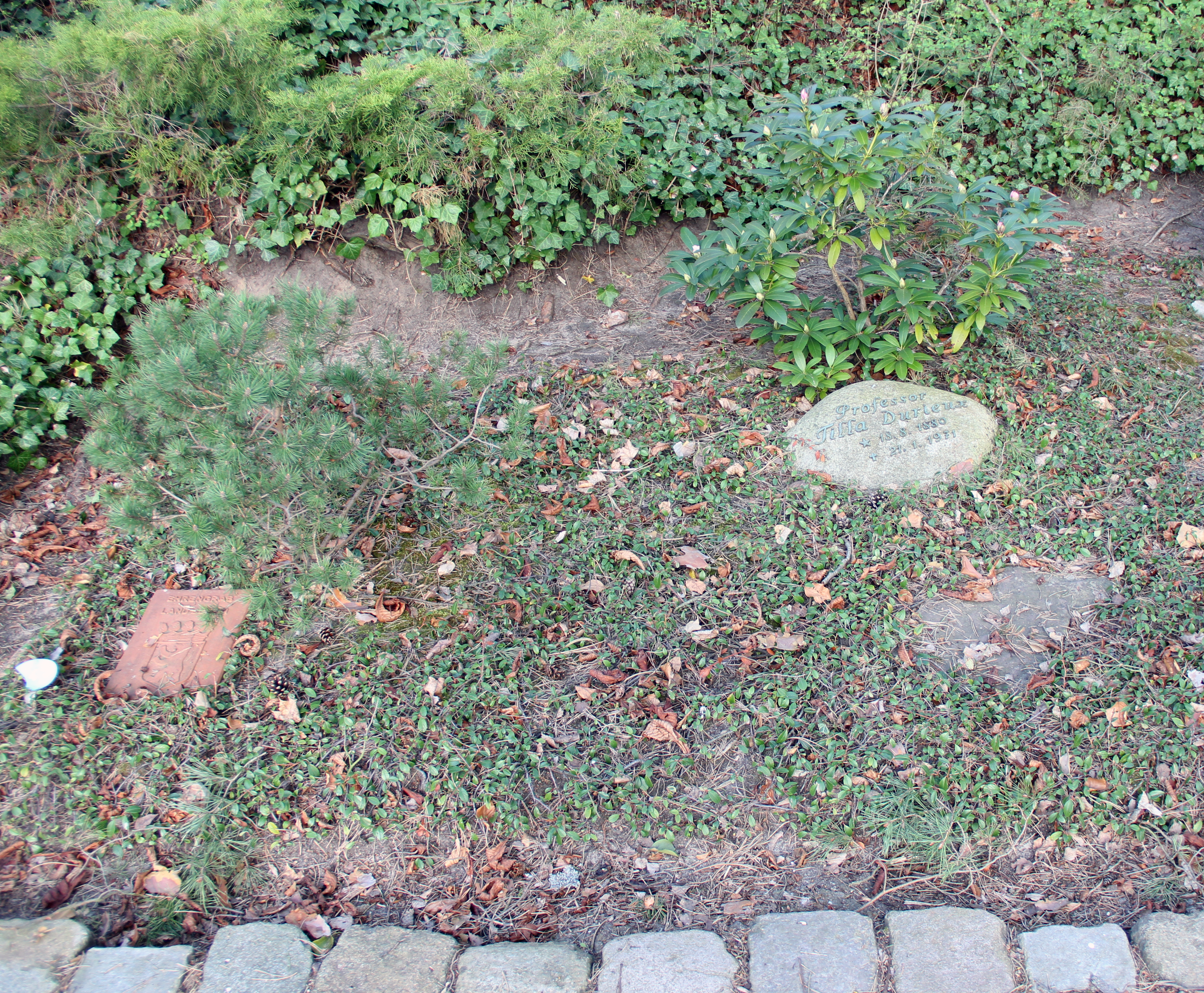
Ehrengrab von Tilla Durieux auf dem Friedhof Heerstraße in Berlin-Westend

Von 1911 bis 1914 trat sie am Berliner Lessingtheater auf, ab 1915 am Königlichen Schauspielhaus sowie von 1919 an am Staatstheater. Wichtige Rollen hier waren unter anderem die Gräfin Werdenfels in Frank Wedekinds Der Marquis von Keith (1920) und die Titelrolle in seinem Drama Franziska (1924/25, auch in Wien). In Berlin lud sie die Gebrüder Karl und Robert Walser sowie Frank Wedekind und dessen Frau an einem Weihnachtsfest gemeinsam mit ihrem späteren Ehemann, dem deutschen Verleger, Kunsthändler und Galeristen Paul Cassirer, in ihre Wohnung ein. Außerdem arrangierte ihr Mann Porträtsitzung mit namhaften Künstlern und Fotografen ihrer Zeit.
Im Mai 1919 unterstützte und versteckte sie (angeblich in ihrem Kleiderschrank) den Schriftsteller Ernst Toller, der als einer der führenden Protagonisten der Münchner Räterepublik wegen Hochverrats gesucht wurde. Durieux, die sich zu der Zeit in der Münchner Klinik von Ferdinand Sauerbruch, den sie und Paul Cassirer bereits im Rahmen kultureller Veranstaltungen kennengelernt hatten, in ärztlicher Behandlung befand, versorgte Toller auf seiner Flucht zunächst mit finanziellen Mitteln und sagte weitere Hilfe zu.
1927 war sie an der Finanzierung der Piscator-Bühne beteiligt und trat auch unter der Regie von Erwin Piscator auf. Im Berlin der Goldenen Zwanziger Jahre kam sie mit ebenfalls berühmten Berliner Persönlichkeiten wie der Gesellschaftsfotografin Frieda Riess in Kontakt. 1933 verließ sie Deutschland nach der Machtergreifung der Nationalsozialisten zusammen mit ihrem jüdischen Ehemann Ludwig Katzenellenbogen; sie floh nach Ascona, wo sie mit Victoria Wolff in Kontakt stand. Gastspiele in Prag, Zürich, Skandinavien, Wien, Zagreb und Belgrad folgten. Sie spielte am Theater in der Josefstadt in Wien.
Doch war die Schweiz kein sicherer Aufenthaltsort mehr. Das zeitlich begrenzte Visum war abgelaufen. Nach Deutschland konnten sie nicht zurück, um ein neues zu beantragen. Auch ein schnell beschaffter honduranischer Pass schützte nur bedingt, denn Durieux‘ Mann wurde steckbrieflich gesucht. Von Ausweisung bedroht, floh das Paar 1934 nach Zagreb in Kroatien. Die Durieux kannte die Stadt durch Gastspiele und ihren Großvater Hrdlicka, der dort Jura studiert hatte. Und sie lernte dort die Gräfin Zlata Lubienski (–1969) kennen, eine entfernte Verwandte, die eine enge Freundin wurde und deren Villa in der Jurjevska ulica Nr. 27 bis 1955 ihr Zuhause war.
Doch erstmal sanierte sie ein Hotel im italienischen Abbazia (heute Opatija, Kroatien), das ihr Mann 1936 als Teilhaber übernommen hatte, und brachte es in Schwung. 1935/1936 trat sie in Straßburg, Moravská-Ostrava und Prag auf. Ein Gastspiel mit dem Ibsen-Stück Gespenster, in dem Ernst Deutsch den Ostwald spielte, führte sie nach Wien und Budapest. 1936/1937 war sie Dozentin am Mozarteum in Salzburg. 1937 stellte sie in Prag in Macbeth die Lady Macbeth dar. In Wien gastierte sie als Wassilissa in Gorkis Nachtasyl, Albert Bassermann gab den Luka. In Prag trat sie in dem Stück Die Mutter von Karel Čapek auf.
1938 wurde in Italien die Lage für Juden gefährlich. Über die Schweiz, Paris und Prag flüchtete sie mit ihrem Mann zurück nach Zagreb.
Während Tilla Durieux versuchte, in Belgrad für beide ein Visum zur Emigration in die USA zu bekommen, wurde sie vom deutschen Luftangriff auf Belgrad im April 1941 überrascht und so von ihrem Mann getrennt, der 1941 von der Gestapo in Thessaloniki verhaftet und ins KZ Sachsenhausen verschleppt wurde. 1944 beteiligte Tilla Durieux sich nach eigener Aussage an der „Roten Hilfe“ für die Titopartisanen.
Die Villa Lubienski wurde ein Anlaufpunkt für die Partisanen. Im Schlafzimmer der Durieux war die Kasse der Roten Hilfe versteckt. Sie betrieb eine Kaninchenzucht, um zur Lebensmittelversorgung der Hausbewohner beizutragen und vergrub im Garten Flaschen, in denen sie Geheimdokumente für die Partisanen verbarg.
Nach Kriegsende nähte sie Kostüme für ein privat von Vlado Habunek (1906–1994) gegründetes Puppentheater. Das Puppentheater wurde als staatliches Puppentheater „Vjesnik“ weitergeführt. Tilla Durieux behielt ihre Beschäftigung und nahm die jugoslawische Staatsangehörigkeit an.
1946 wurde in Luzern ihr Theaterstück Zagreb 1945 aufgeführt. In der Villa Lubienski inszenierten die Freundinnen eine Kunstausstellung, die sie für das Publikum öffneten. Der Journalist Peter Hahn beschrieb die Villa 2005 so: „Das Haus, eine zweistöckige italienische Turmvilla aus dem späten 19. Jahrhundert, scheint die Zeit unbeschadet überstanden zu haben. Alles ist wie auf dem alten Foto im Museum, der Balkon im ersten Stock, das fein gearbeitete Gitter, im Parterre die drei Flügeltüren zur Gartenterrasse, selbst die Fensterläden am Turm waren erhalten. Villa und Park der Gräfin Lubienski stehen, ..., inzwischen unter Denkmalschutz.“
1952 kehrte sie erstmals nach Deutschland zurück und gastierte an Theatern in Berlin, Hamburg und Münster. Sie pendelte zwischen Zagreb und Berlin. 1954 veröffentlichte sie in West-Berlin ihre in Zagreb geschriebenen Memoiren. 1955 kehrte sie endgültig nach Berlin zurück.
Späte Rollen waren die Pförtnerin in Traumspiel (1955 in Berlin und 1963 in Hamburg), Mutter in Max Frischs Die Chinesische Mauer (1955 in Berlin und 1963 in Hamburg) und Peitho in Gerhart Hauptmanns Atriden (1962, Regie: Erwin Piscator). 1967 spielte sie an den Städtischen Bühnen Münster die deutsche Erstaufführung von Marguerite Duras’ Stück Ganze Tage in den Bäumen, mit dem sie anschließend auf Tournee ging.
Durieux starb 1971 an einer Sepsis nach der operativen Versorgung einer Oberschenkelhalsfraktur im Oskar-Helene-Krankenhaus und wurde – nach der Kremierung im Krematorium Wilmersdorf – neben ihrem zweiten Ehemann Paul Cassirer auf dem landeseigenen Waldfriedhof Heerstraße im Bezirk Charlottenburg (heutiger Ortsteil Berlin-Westend) beigesetzt. Der Grabstein, der viel später von einem Bewunderer gespendet wurde, trägt auch einen Professorentitel, den Tilla Durieux in Salzburg am Mozarteum kurzzeitig innegehabt hatte. Sie selber hatte auf diesen Namenszusatz jedoch nie Wert gelegt. Das Todesdatum ist auf dem Grabstein mit 21. Januar 1971 angegeben, sie starb jedoch am 21. Februar 1971, dem 100. Geburtstag von Paul Cassirer.
Auf Beschluss des Berliner Senats ist die letzte Ruhestätte von Tilla Durieux auf dem Friedhof Heerstraße (Grablage: 5-C-4) seit 1971 als Ehrengrab des Landes Berlin gewidmet. Die Widmung wurde zuletzt im August 2021 um die inzwischen übliche Frist von zwanzig Jahren verlängert.

## Ehen
Tilla Durieux war von 1903 bis 1905 in erster Ehe mit dem Maler Eugen Spiro verheiratet. Ab 1905 war sie mit dem Kunsthändler Paul Cassirer liiert und ab 1910 verheiratet. 1926 starb Cassirer an den Folgen eines Suizidversuchs, den er während einer von Tilla Durieux beantragten Scheidungsverhandlung begangen hatte. Der Verhandlung vorausgegangen waren nach Durieux’ Angaben zahlreiche von Cassirer gegen sie gestreute Verleumdungen. 1930 heiratete sie in dritter Ehe den Unternehmer Ludwig Katzenellenbogen (1877–1944), mit dem sie 1933 aus Deutschland floh. 1941 wurde Katzenellenbogen in Thessaloniki verhaftet und in das KZ Sachsenhausen deportiert. Er starb 1944 in Berlin.

## Tilla-Durieux-Schmuck
Anlässlich ihres 65-jährigen Bühnenjubiläums stiftete sie 1967 den Tilla-Durieux-Schmuck, der alle zehn Jahre an eine hervorragende Vertreterin der deutschen oder der österreichischen Schauspielkunst verliehen wird. Es handelt sich dabei um ein Collier aus 32 in Platin gefassten Zirkonen. Die Art-déco-Arbeit war vermutlich ein Geschenk Paul Cassirers an seine Frau.
Ausschlaggebend bei der Suche nach einer Preisträgerin ist das Votum der aktuellen Trägerin des Schmuckes, die Schirmherrschaft hat die Akademie der Künste in Berlin. Bislang wurden folgende Schauspielerinnen geehrt:
- 1967: Maria Wimmer
- 1977: Gisela Stein
- 1988: Kirsten Dene
- 1998: Annette Paulmann
- 2010: Judith Hofmann[22]
- 2021: Gabriela Maria Schmeide[23]

## Nachlass
Die Akademie der Künste Berlin verfügt über ein Tilla-Duriex-Archiv mit Rollenbüchern, Rollen- und Szenenfotos über ihre künstlerische Tätigkeit, Programmheften und Programmzetteln, Kritiken, Vortragsmanuskripten, Erinnerungen an Zagreb 1945; Fremdmanuskripten, Texten, Artikeln über Tilla Durieux, Korrespondenz in Einzelstücken, biografischen Unterlagen: Reisepässen, Unterlagen zur Entschädigung als Opfer des Nationalsozialismus, Zeugnissen, Verträgen, Porträt- und Privatfotos und einer Sammlung von Presse und Druckschriften zur Person, Gesprächen und Interviews.
2023 erwarb die Akademie der Künste mit Unterstützung der Kulturstiftung der Länder unbekannte Teile aus dem Nachlass. Es handelt sich um Briefe, Manuskripte und Fotos sowie ein Manuskript ihrer Memoiren Eine tür steht offen.

## Filmografie
- 1914: Der Flug in die Sonne
- 1914: Die Launen einer Weltdame / Königin der Laune
- 1915: Nahira. Die Hand am Vorhang
- 1920: Die Verschleierte
- 1920: Der zeugende Tod
- 1921: Haschisch, das Paradies der Hölle
- 1923: Prinz Karneval
- 1929: Frau im Mond
- 1953: Die Stärkere
- 1954: Die letzte Brücke
- 1956: Anastasia, die letzte Zarentochter
- 1957: Die Schwestern (TV)
- 1957: Gerichtet bei Nacht (TV)
- 1957: Illusionen (TV)
- 1957: Nebel (TV)
- 1957: Von allen geliebt
- 1957: Ihr 106. Geburtstag (TV)
- 1957: El Hakim
- 1958: Antigone (TV)
- 1958: Auferstehung
- 1958: Eine fast mögliche Geschichte (TV)
- 1959: Vergessene Gesichter (TV)
- 1959: Labyrinth
- 1959: Morgen wirst du um mich weinen
- 1960: Als geheilt entlassen
- 1960: Langusten (TV)
- 1961: Barbara
- 1962: Nur eine Karaffe (TV)
- 1962: Woyzeck (TV)
- 1963: Achtzig im Schatten (TV)
- 1963: Unterm Birnbaum (TV)
- 1963: Das Fäßchen (TV)
- 1963: Haben (TV)
- 1964: Verdammt zur Sünde
- 1964: Die Schneekönigin (TV)
- 1965: Der Familientag (TV)
- 1965: Weiße Wyandotten (TV)
- 1966: Es
- 1967: Ein Toter braucht kein Alibi (TV)
- 1970: Durch die Wolken (TV)

## Hörspiele
- 1925: Georg Kaiser: Juana – Regie: Alfred Braun (2 Live-Übertragungen)
- 1926: Hugo Wolfgang Philipp: Die Bacchantinnen – Regie: Alfred Braun?
- 1926: Thomas Mann: Fiorenza – Regie: Alfred Braun
- 1954: Jean-Baptiste Molière: Tartuffe – Regie: Oscar Fritz Schuh
- 1954: George Bernard Shaw: Pygmalion (Theatermitschnitt) – Regie: Ernst Stahl-Nachbaur; Lothar Schluck; Friedrich Luft
- 1954: Heinz Oskar Wuttig: Orangen und Minze – Regie: Curt Goetz-Pflug
- 1954: Hugo Hartung: Eine Brücke über die Neiße – Regie: Curt Goetz-Pflug
- 1957: Samuel Beckett: Alle, die da fallen – Regie: Fritz Schröder-Jahn
- 1957: Günter Eich: Die Brandung vor Setúbal – Regie: Fritz Schröder-Jahn
- 1957: Josef Martin Bauer: Wie Sand am Meer – Regie: Egon Monk
- 1957: Christian Geissler: Es geschah in … Bayern; Folge: Träumen ist billiger – Regie: Friedhelm Ortmann
- 1958: Tai Yôko: Das Fischmuster – Regie: Kurt Reiss
- 1958: Federico García Lorca: Bernarda Albas Haus – Frauentragödie in spanischen Dörfern – Regie: Walter Ohm
  - Veröffentlichung: CD-Edition: Noa Noa Verlag 2014
- 1959: Brendan Behan: Big House – Ein Gutshaus in Irland – Regie: Fritz Schröder-Jahn
- 1959: Rolf Gaska: Eine Kündigung – Regie: Marcel Wall
- 1959: Alexander Nikolajewitsch Ostrowski: Wölfe und Schafe – Regie: Walter Knaus
- 1959: Ingeborg Drewitz: Donnerstag, der 14. November – Regie: Walter Netzsch
- 1960: Henry James: Die Aspern-Briefe – Regie: Fränze Roloff
- 1961: Ilse Aichinger: Weiße Chrysanthemen – Regie: Kraft-Alexander zu Hohenlohe-Oehringen
- 1961: Rusia Lampel: Die beiden Tabakspfeifen (Die Motte) – Regie: Gustav Burmester
- 1961: Theodor Fontane: Unterm Birnbaum – Regie: Fritz Schröder-Jahn (Produktion: BR/NDR)
  - Veröffentlichung: CD-Edition: Der Hörverlag, 2013
  - Auszeichnungen: 5. Platz hr2-Hörbuchbestenliste Juli 2013 (Neuauflage CD-Edition 2013)
- 1962: Hans-Joachim Haecker: Gedenktag – Regie: Ilo von Janko
- 1962: Ernst Barlach: Der tote Tag (Veranstaltungsmitschnitt aus der St.-Ansgari-Kirche in Bremen) – Regie: Nicht angegeben
- 1964: Wystan Hugh Auden: Tal der Finsternis – Regie: Fritz Schröder-Jahn
- 1965: Dieter Waldmann: Scheherazade – Regie: Hans Bernd Müller
- 1965: Wystan Hugh Auden: Im Tal der Finsternis – Regie: Fritz Schröder-Jahn
- 1970: Alan Sharp: Das Epitaph – Regie: Christopher Holme

## Diskografie
- 1970: „Weißt Du noch …“  Tilla Durieux im Gespräch mit Herbert Ihering und Rolf Ludwig. VEB Deutsche Schallplatten, Berlin 1967 (Litera. 8 60 118)
- 1965: Tilla Durieux – Szenen und Monologe. Deutsche Grammophon (Literarisches Archiv. 43 074)
- 1968: Tilla Durieux: erzähltes Leben ; ein Selbstporträt. Deutsche Grammophon (Biographische Reihe. LPM 18 732)

## Ehrungen
- Ehrenzeichen der jugoslawischen Partisanen
- 1959 Ernennung zum Ehrenmitglied der Deutschen Akademie der Darstellenden Künste, Hamburg
- 1960: Verdienstkreuz 1. Klasse des Verdienstordens der Bundesrepublik Deutschland
- 1961 Ernennung zum Ordentlichen Mitglied der Abteilung Darstellende Künste der Akademie der Künste Berlin
- 1963: Ernennung zur Staatsschauspielerin, West-Berlin
- 1963: Filmband in Gold für langjähriges und hervorragendes Wirken im deutschen Film
- 1965: Filmband in Gold (Beste weibliche Nebenrolle) für Verdammt zur Sünde
- 1965 Ehrenmitgliedschaften der Ensembles Schiller-Theater Berlin, Freie Volksbühne Berlin, Städtische Bühnen Münster
- 1967: Ernst-Reuter-Plakette in Silber
- 1969: Offizier des Ordre des Palmes Académiques
- 1970: Großes Verdienstkreuz des Verdienstordens der Bundesrepublik Deutschland
- 1970: Ehrenmitgliedschaft am Deutschen Theater Berlin[26]

1987 wurde an ihrem Wohnhaus Bleibtreustraße 15 in Berlin-Charlottenburg eine Berliner Gedenktafel angebracht.
Nahe dem Potsdamer Platz in Berlin wurde ihr 2003 der Tilla-Durieux-Park gewidmet.

## Schriften
- Eine Tür fällt ins Schloß. Roman. Horen, Berlin-Grunewald 1928.
- Eine Tür steht offen. Erinnerungen. Herbig, Berlin-Grunewald 1954 (entstanden 1944).
- Meine ersten neunzig Jahre. Erinnerungen. Herbig, München 1971, ISBN 3-7766-0562-6.

## Abbildungen

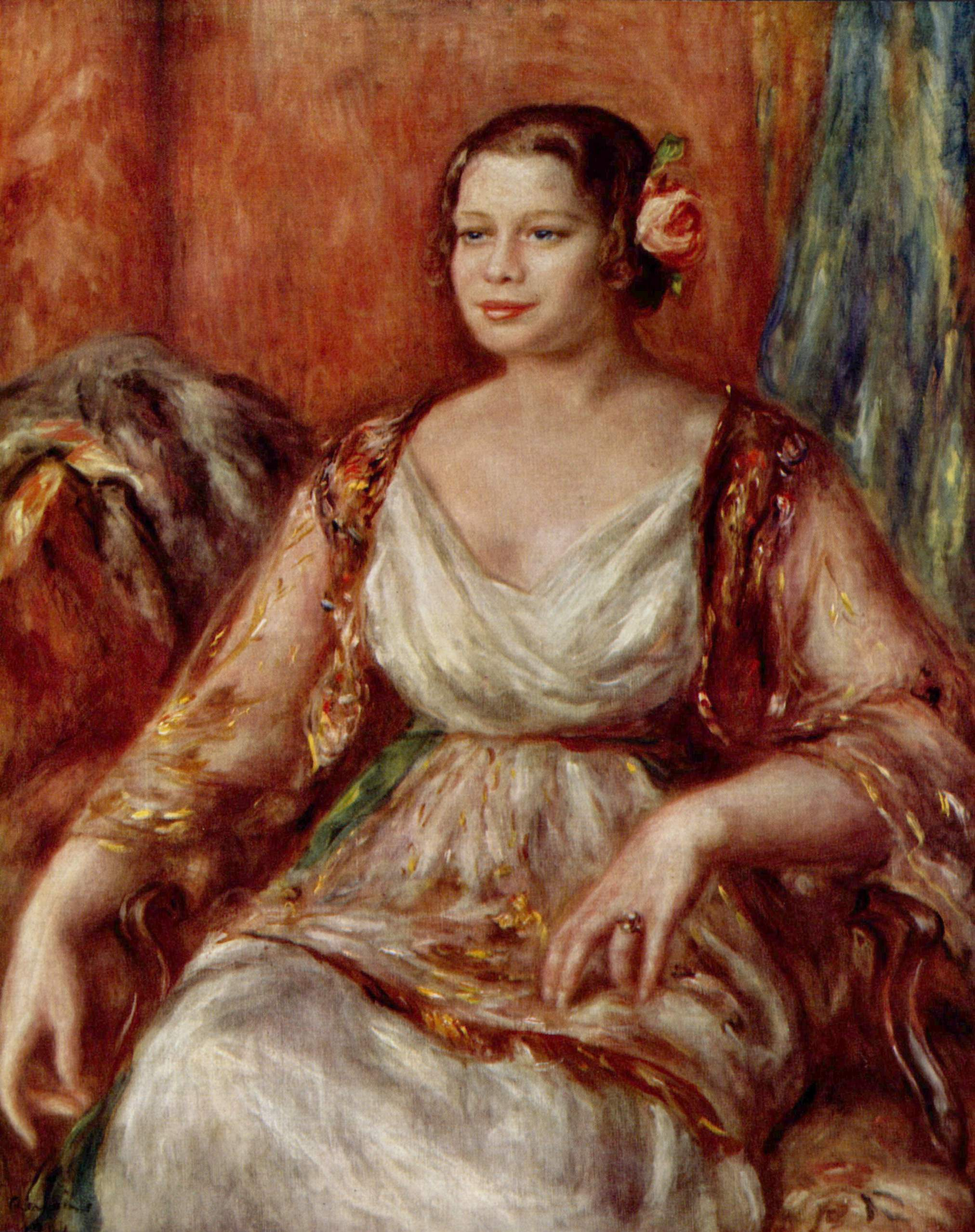
Tilla Durieux (Porträt von Pierre-Auguste Renoir, 1914)

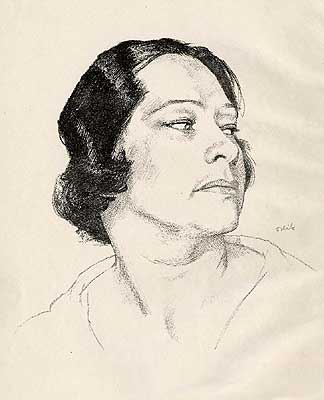
Tilla Durieux (Porträt von Emil Orlik, 1922)

Tilla Durieux gilt als die meistporträtierte Frau ihrer Zeit.

### Ölgemälde
- 1905: Eugen Spiro, Porträt mit Hund
- 1907: Olaf Gulbransson, Porträt, Haus-Gulbransson, Tegernsee
- 1907: Max Slevogt, Porträt als Salome, Stadtmuseum Zagreb und Porträt zu Cleopatra
- 1908: Lovis Corinth, Porträt als spanische Tänzerin, Privatbesitz
- 1910: Oskar Kokoschka, Bildnis,[30][31] Museum Ludwig, Köln; 2013 restituiert an die Erben Alfred Flechtheims
- 1910: Julie Wolfthorn, Porträt, Stiftung Archiv Akademie der Künste, Berlin
- 1912: Max Oppenheimer, Bildnis, Leopold Museum, Wien
- 1914: Pierre-Auguste Renoir, Porträt, Metropolitan Museum of Art, New York
- 1913: Franz von Stuck, Porträt als Circe, Nationalgalerie Berlin
- 1921: Max Slevogt, Bildnis als Weib des Potiphar, Landesmuseum Mainz

### Büsten
- 1912: Ernst Barlach, vier Büsten[32]
- 1917: Herman Haller, Terrakottabüste, Kunsthaus Zürich
- 1937: Mary Duras, Bronzebüste, Nationalgalerie Prag
- 1967: Götz Loepelmann, Gipsbüste
- o. J. Hugo Lederer, Bronzebüste

### Lithographien
- 1910: Max Liebermann, Porträt
- 1922: Emil Orlik,[33] Porträt

## Theater und Oper
- Tilla – Theaterstück von Christoph Hein (* 1944). Inhalt: Die 90-Jährige lässt am Abend ihrer Ernennung zur Staatsschauspielerin ihr Leben Revue passieren. Bei der Premiere am 2. November 2012 im Deutschen Theater Berlin spielte Inge Keller (1923–2017) die Rolle der Tilla.

- Tilla – Oper von Christoph Hein (Text) und Oscar Strasnoy  (* 1970, Musik). Premiere im Oktober 2016 an der Berliner Staatsoper mit Maria Husmann als Tilla Durieux, Josephine Renelt als junge Tilla und Martin Gerke als Paul Cassirer.[34]

## Ausstellungen
- Tilla-Durieux-Zimmer im Stadtmuseum von Zagreb, Opatička-Straße 20. Bei einem Besuch sah der Journalist Peter Hahn 2005 hier ein Porträt von Tilla Durieux aus dem Jahr 1907 „als Salome in Max Reinhardts Inszenierung für die Kammerspiele des Deutschen Theaters“ von Max Slevogt, „eine Büste, die Ernst Barlach 1912 von ihr gefertigt hatte“ und Chagalls „Girl with Bird – in love“, entstanden 1926/27 in Paris. Zur Entstehung der Ausstellung schrieb er: „Im Jahre 1982 unterschrieb im Gebäude des kroatischen Abgeordnetenhauses (Sabor) Frau Erika Danhoff die Urkunde über die Schenkung eines Teiles dieser Sammlung. Bei dieser Gelegenheit sagte sie: ‚Meine große Freundin und Mutter im künstlerischen Sinne, Tilla Durieux, liebte Ihre Stadt. Sie liebte Zagreb, das durch die vielen Jahre auch ihre Stadt war. Sie fühlte sich auch später an diese Stadt gebunden. Deshalb bin ich überzeugt, daß sie sehr erfreut wäre, auf diese Weise dauernd in dieser Stadt anwesend zu sein.‘ Eine Kommission des Museums der Stadt Zagreb übernahm dankend den geschenkten Teil der Kunstsammlung, insgesamt neunzehn Kunstgegenstände.“[35] Tilla Durieux durfte seinerzeit ihre Kunstsammlung nicht mit nach Deutschland nehmen. Erst ihre Erbin erhielt einen Teil der Sammlung zurück.

- 2006: Im Schneckenhaus: Tilla Durieux in Zagreb. Museum Charlottenburg-Wilmersdorf. An der Vernissage nahm eine offizielle Delegation mit dem Bürgermeister der Stadt Zagreb Milan Bandic teil.

- Oktober 2022 bis Februar 2023 Tilla Durieux: Eine Jahrhundertzeugin und ihre Rollen. Leopold-Museum, Wien (in Zusammenarbeit mit dem Georg-Kolbe-Museum, Berlin)

- 2023: Tilla Durieux: Eine Jahrhundertzeugin und ihre Rollen. Georg-Kolbe-Museum, Berlin[36]